# Меморіальний комплекс «Героям-захисникам України»
Меморіальний комплекс «Героям захисникам України» (Ніжин) — це монумент, у центрі якого розташована скульптура Олександра Мацієвського, який став одним з символів боротьби українців проти російської військової агресії.
Знаходиться у центрі м. Ніжин на перетині вулиць Гоголівська і Прощенка (Чернігівська область). Відкритий 25 листопада 2023 року.

## Загальні відомості
Метою меморіального комплексу є вшанування полеглих українських бійців під час російсько-української війни. У центрі комплексу розміщена скульптура Олександра Мацієвського, якого було розстріляно російськими солдатами після слів «Слава Україні!». Відео розстрілу Олександра було викладено у мережу 6 березня 2023 року. Тоді цей жорстокий відеозапис шокував Україну та світ.
12 березня в СБУ заявили, що слідчі остаточно підтвердили особу загиблого, ним виявився снайпер 163 батальйону 119 окремої бригади ТРО Чернігівської області Олександр Мацієвський. Президент України Володимир Зеленський присвоїв Мацієвському звання Героя України.
Героя з війни не дочекалися мама та 19-річний син Михайло.

## Характеристики монументу
Скульптура Олександра Мацієвського висотою 2,2 метри виготовлена з бронзи. Сам монумент виконаний у червоно-чорних кольорах, що символізують кров захисників та українську землю. Меморіал зроблений у формі великого козацького хреста. Розмір меморіалу в діаметрі складає 16 метрів, розмір самого козацького хреста складає 12 метрів.
Архітектор Меморіалу Героям-Захисникам України — Жанна Баланюк. Скульптор, член Київської організації Спілки Художників України — Сергій Олексієнко. Над проектом працювала команда з близько 200 фахівців.
Біля меморіалу є електронний інформаційний стенд, де можна ознайомитись з біографіями 158 загиблих захисників з Ніжина. Крім того, імена загиблих ніженців викарбувані золотими літерами на монументі.

## Ідея
Ініціатива побудови меморіалу належала Українському інституту майбутнього. Комплекс повністю збудовано за благодійні кошти. У фінансуванні будівництва меморіалу взяли участь компанії: Перша приватна броварня, Агрохолдинг «Астарта», мережа АЗК «WOG», оператор систем зв'язку «Датагруп», компанія «SkyFall» та інші компанії та приватні особи.